# Grèvol comú

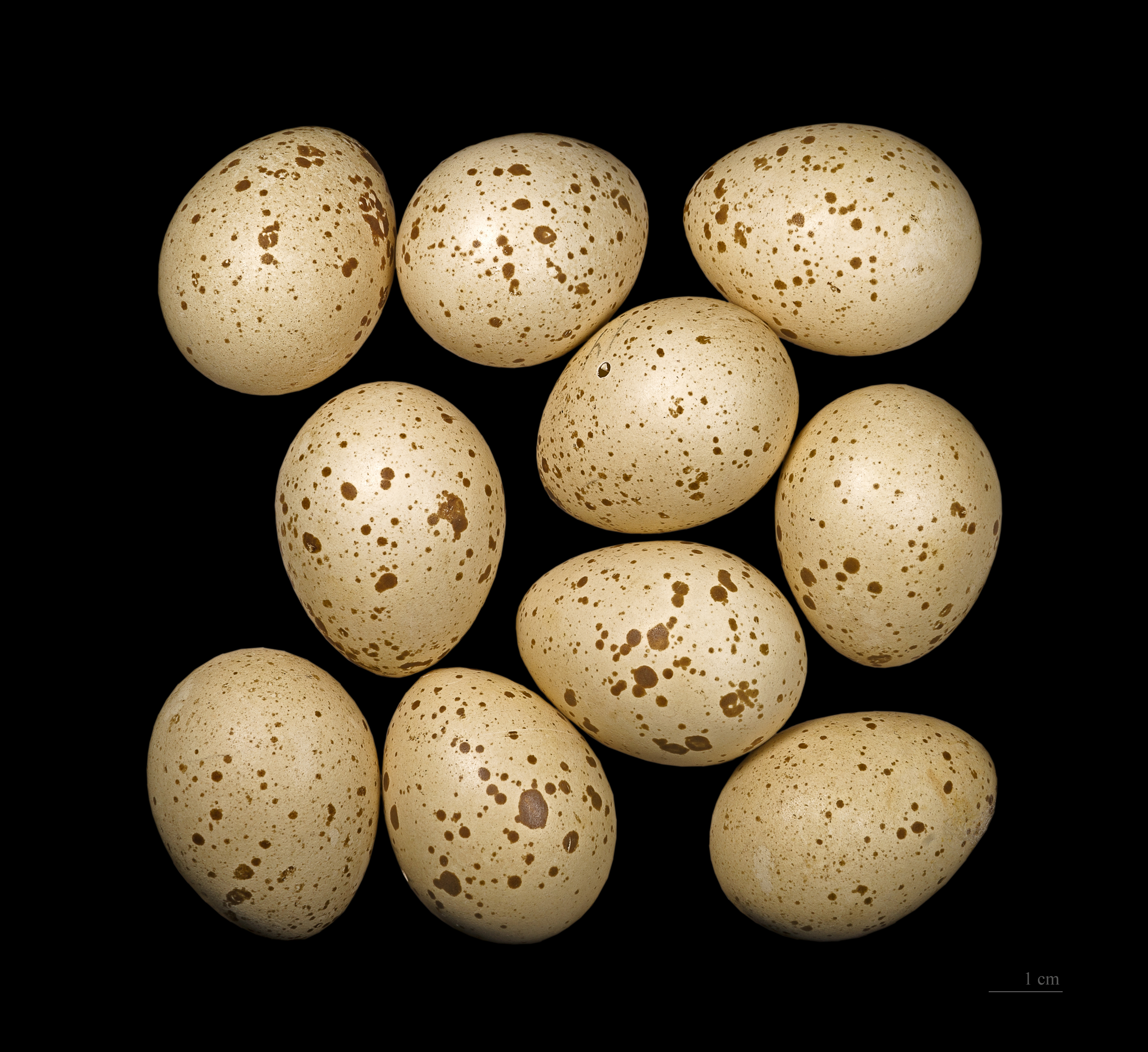
Tetrastes bonasia

El grèvol comú o senzillament grèvol (Bonasa bonasia o Tetrastes bonasia) és un dels ocells més petits de la família dels tetraònids. És una espècie sedentària que es troba a tot Europa i també a algunes zones d'Àsia (Belarús, Xina, Japó, el Kazakhstan, Corea, Mongòlia i Ucraïna). Habita boscs de coníferes densos i humits, preferiblement amb avets.
Fa el niu a terra, i sol pondre de 3 a 6 ous. La femella s'encarrega de la incubació i dels polls. Fa de 35 a 39 cm, i s'alimenta principalment de plantes, excepte en època de cria, en què menja també insectes.